# إدوارد إم. ديفيس
إدوارد إم. ديفيس هو سياسي أمريكي، ولد في 15 نوفمبر 1916 في لوس أنجلوس في الولايات المتحدة، وتوفي في 22 أبريل 2006 في سان لويس أوبيسبو في الولايات المتحدة. نشط حزبياً في الحزب الجمهوري. وقد انتخب عضو مجلس ولاية كاليفورنيا ‏.

## وصلات خارجية
- إدوارد إم. ديفيس على موقع IMDb (الإنجليزية)